# Ayaou-Sran
Ayaou-Sran este o comună din departamentul Sakassou, regiunea Vallée du Bandama, Coasta de Fildeș.